# Lerista onsloviana
Lerista onsloviana este o specie de șopârle din genul Lerista, familia Scincidae, descrisă de Storr 1984. A fost clasificată de IUCN ca specie cu risc scăzut. Conform Catalogue of Life specia Lerista onsloviana nu are subspecii cunoscute.